# Mălini
Mălini è un comune della Romania di 7 398 abitanti, ubicato nel distretto di Suceava, nella regione storica della Moldavia. 
Il comune è formato dall'unione di 5 villaggi: Iesle, Mălini, Pâraie, Poiana Mărului, Văleni-Stânișoara.
Mălini ha dato i natali al poeta Nicolae Labiș (1935-1956).